# Аннакурбанов, Ходжамурад
Ходжамурад Аннакурбанов (туркм. Hojamyrat Annagurbanow) — туркменский государственный деятель.

## Биография
Родился в 1959 году в селе Геокче Ашхабадский район Туркменской ССР.
В 1982 году окончил Туркменский государственный университет им. М. Горького, получив специальность правоведа.
Трудовую деятельность начал в 1982 году оперативным уполномоченным, старшим оперативным уполномоченным по делам наркомании уголовно-следственного отдела. Далее работал начальником отдела паспортного стола в ОВД Ашхабадского района, заместителем начальника, старшим оперативным уполномоченным уголовно-следственного отдела Ашхабадского этрапского ОВД Управления внутренних дел Ахалского велаята. Позднее занимал должности начальника отряда 3-й специальной комендатуры отдела внутренних дел, старшего дежурного инспектора дежурного отдела, начальника спецкомендатуры городского отдела полиции, старшего оперативным уполномоченным уголовно-следственного отдела ОП, старшего инспектора уголовно-следственного отдела ОП, старшего инспектора отдела по проведению межрегиональных оперативных мероприятий управления по борьбе с организованной преступностью и терроризмом Министерства внутренних дел Туркменистана, старшего инспектора по особо важным поручениям того же отдела.
C 2002 по 2004 год — исполняющий обязанности начальника отдела полиции Копетдагского этрапа Управления полиции города Ашхабада. Затем по 2007 год — начальник отдела полиции Копетдагского этрапа Управления полиции города Ашхабада.
С марта 2007 по апрель 2007 — заместитель министра внутренних дел Туркменистана.
09.04.2007 — 08.10.2007 — министр внутренних дел Туркмении.
8 октября 2007 года в ходе совещания в Министерстве внутренних дел Туркмении, Президент Туркменистана Гурбангулы Бердымухамедов поднял вопросы укрепления законности в рядах МВД, обнародовав факты грубейших нарушений, допущенных по вине и попустительстве министра внутренних дел Х. Аннакурбанова.
Выступивший на совещании Генеральный прокурор Туркмении Мухаммедкули Огшуков доложил о результатах проведенной в системе МВД проверки, в ходе которой были вскрыты многочисленные факты должностных нарушений как со стороны высшего руководства министерства, так и его структурных подразделений в том числе массовые случаи фальсификации данных расследований, искажения отчетности с ведома и по прямому указанию министра.
Х. Аннакурбанов был также обвинён в сокрытии факта совершения серьезного преступления его родным племянником. В связи с чем в тот же день был уволен «За серьезные недостатки, допущенные в работе, совершение проступка, несовместимого с высоким званием руководителя органов внутренних дел, необеспечение надлежащего руководства во вверенном ему министерстве и ослабление контроля за соблюдением дисциплины сотрудниками подведомственных служб», лишен специального звания подполковника полиции, а также материальных и иных льгот, установленных действующим законодательством для сотрудников правоохранительных органов.

## Специальные звания
- Подполковник полиции (лишён в 2007 году)